# Молодой Шерлок Холмс
«Молодой Шерлок Холмс» (англ. Young Sherlock Holmes) — американский детективный художественный фильм режиссёра Барри Левинсона, вышедший в 1985 году. Фильм не базируется на каких-либо канонических произведениях Артура Конан Дойля о сыщике Шерлоке Холмсе, а является своего рода фантазией на тему того, как всё могло бы сложиться, познакомься Доктор Ватсон с Холмсом намного раньше, в школьном возрасте.
Был номинирован на премию «Оскар» за лучшие визуальные эффекты.

## Сюжет
Повествование в фильме, как и в произведениях Конан Дойла, ведётся от лица ещё совсем юного Джона Ватсона, который приезжает в Лондон из провинции, чтобы учиться в колледже. В день прибытия он встречает Шерлока Холмса. Будущий великий сыщик из последних сил пытается извлечь из скрипки нечто похожее на музыку и уже размахивается, чтобы от злости разбить инструмент, но Джон останавливает его. В благодарность Холмс показывает ему в действии свой знаменитый дедуктивный метод, правильно определив по одежде и вещам Джона, как его зовут и откуда он прибыл. Эта встреча положила начало будущей дружбе Ватсона и Холмса.
Затем Шерлок показывает мастерство владения шпагой на уроке фехтования, который ведёт директор колледжа профессор Рат (в других переводах — Ратей или Ратхе). В это же время один за другим при странных обстоятельствах гибнут старые сотрудники школы, между которыми (на первый взгляд) нет ничего общего. Некий таинственный человек в капюшоне при помощи духовой трубки пускает в них шипы, намазанные неким галлюциногенным веществом, и в результате ярких, реалистичных и страшных видений жертвы совершают самоубийства. Очередной жертвой убийцы становится старый профессор Ваксфлатер, дядя возлюбленной Холмса, Элизабет. Умирая на руках Холмса, он успевает произнести слово «Эйтар». Холмс считает, что должен разгадать тайну этих убийств и наказать преступников. Он убеждает Джона помочь ему в этом. Расследование приводит Холмса к таинственной секте «Раме Теп», практикующей культ древнеегипетского бога мертвых — Осириса и использующей в своих ритуалах человеческие жертвоприношения. В попытке узнать, из-за чего были убиты жертвы и что их связывало, Холмс обнаруживает фотографию, на которой запечатлен Ваксфлатер и трое убитых, а также ещё один человек по фамилии Крагвич. Найдя его, Холмс и Ватсон выясняют, что «Раме Теп» возглавляет человек по имени Эйтар, сын англичанина и египтянки, родную деревню которого разорили британские солдаты, убив при этом его родителей.
Вскоре Холмс понимает, что Эйтар скрывается под именем… профессора Рата, директора школы, в которой учился Холмс. В противоборстве с ним и культистами и начинается карьера великого сыщика…
К финальным титрам зритель узнаёт, почему взрослый Холмс постоянно носит свою знаменитую шапку и серое пальто, кто подарил ему первую трубку и почему он так и остался одиноким. Также раскрывается тайна происхождения старого врага Холмса, который, по версии создателей фильма, не всегда был врагом. Более того, злодей лично учил юного сыщика искусству побеждать в схватке, за что и поплатился, когда Холмс обратил полученные уроки против самого учителя. Казалось бы, преступник повержен — в смертельной схватке с Холмсом на льду пруда Рат проваливается в полынью и тонет. Однако в последних кадрах фильма этот же человек, живой, с разбитой физиономией и ненавистью в глазах берёт журнал для постояльцев гостиницы и ставит в нём свою подпись — Мориарти.

## В ролях
- Николас Роу — Шерлок Холмс
- Алан Кокс — Джон Ватсон
- Софи Уорд — Элизабет Харди
- Энтони Хиггинс — профессор Рат / профессор Мориарти
- Сьюзен Флитвуд — миссис Дрибб
- Фрэдди Джонс — Честер Крэгвич
- Найджел Сток — Руперт Ваксфлаттер
- Роджер Эштон-Гриффитс — инспектор Лестрейд
- Эрл Родс — Дадли
- Брайн Олтон — Снелгроу
- Патрик Ньюэлл — Бэнтли Бобстер
- Дональд Экклс — Преподобный Дункан Несбитт
- Майкл Хордерн — Доктор Ватсон (голос рассказчика)

## Специальные эффекты
Картина стала важной вехой в использовании компьютерных эффектов в кинематографе. «Молодой Шерлок Холмс» является первым фильмом, в котором присутствовал персонаж, полностью созданный при помощи компьютерной графики — в сцене, где «оживает» изображение рыцаря на витраже. Витраж был изначально нарисован художником Крисом Эвансом с помощью акриловых красок, затем отсканирован и далее обрабатывался в графическом редакторе Pixar, разработанном в Lucas Arts. Эта же сцена является первым в истории случаем, когда компьютерный анимированный персонаж взаимодействовал в кадре с живым актёром. Разработка сцены, которая занимала 30 секунд экранного времени, заняла около 6 месяцев.
В фильме также присутствуют традиционные для того времени специальные эффекты, выполненные в технике кукольной анимации. Так, например, снята сцена, в которой Ватсон под воздействием галлюциногенов видит витрину кондитерского магазина с ожившими пирожными.

## Награды и номинации
- 1986 — номинация на премию «Оскар» за лучшие визуальные эффекты (Деннис Мьюрен, Кит Уэст, Джон Эллис и Дэйв Аллен).
- 1986 — премия «Сатурн» за лучшую музыку (Брюс Бротон), а также две номинации: лучший фильм в жанре фэнтези и лучший сценарий (Крис Коламбус).
- 1987 — номинация на премию «Молодой актёр» за лучший семейный фильм в жанре комедии или фэнтези.